# The Go Master
A The Go Master (egyszerűsített kínai: 吴清源; tradicionális kínai: 吳清源; pinjin: Wú Qīngyuán) 2006-ban bemutatott kínai–japán életrajzi film a go játékos Wu Qingyuan-ról, jobban ismert japán neve Go Seigen. Tian Zhuangzhuang rendezte a filmet.
A 44. New York-i filmfesztiválon volt a premierest. Bemutatták az Amerikai Filmintézetben (AFI), valamint a kínai filmfesztivál keretein belül Silver Springben, Marylandben.

## Cselekmény
Bemutatja a híressé váló Wu Qingyuan-t, mint rendkívüli stratégiai játékost, illetve Kína és Japán között feszülő konfliktust. A go kínai eredetű, körülbelül négyezer éves táblás játékot közelebbről megismerhetjük.

## Szereplők
- Chang Chen
- Sylvia Chang
- Akira Emoto
- Nishina Takashi